# Taedia gleditsiae
Taedia gleditsiae är en insektsart som först beskrevs av Knight 1926.  Taedia gleditsiae ingår i släktet Taedia och familjen ängsskinnbaggar. Inga underarter finns listade i Catalogue of Life.